# Argyreia strigillosa
Argyreia strigillosa är en vindeväxtart som beskrevs av Cheng Yih Wu. Argyreia strigillosa ingår i släktet Argyreia och familjen vindeväxter. Inga underarter finns listade i Catalogue of Life.